# Ернст Кайт
Ернст Кайт (нім. Ernst Kaith; 18 квітня 1909 — 1 серпня 1970) — австрійський футболіст, захисник.

## Клубна кар'єра
В австрійській лізі грав за віденський клуб «Брігіттенауер», «Аустрію», «Лібертас», «Відень» і «Фаворітнер.» З командою «Брігіттенауер» в сезоні 1932-33 дійшов до фіналу Кубка Австрії, але його тодішня команда програла майбутній — «Аустрії». Зіграв два матчі за Аустрію в Кубку Мітропи в 1934 році.
В 1935 році здійснив перехід у клуб другого чеського дивізіону «Чеське Будейовіце». Однак згодом став гравцем ДФК Прага і отримав дискваліфікацію за подвійний трансфер. Після відбуття покарання, зіграв лише один матч за ДФК в чемпіонаті Чехословаччини – проти ДСВ Саз.
Помер 1 серпня 1970. Похований у Відні.

## Статистика виступів

### Статистика виступів у чемпіонаті
| Сезон                           | Матчі | Голи | Клуб            |
| ------------------------------- | ----- | ---- | --------------- |
| Чемпіонат Австрії 1932/33       | 15    | 0    | Брігіттенауер   |
| Чемпіонат Австрії 1933/34       | 13    | 1    | Аустрія Відень  |
| Чемпіонат Австрії 1934/35       | 5     | 0    | Аустрія Відень  |
| Чемпіонат Австрії 1934/35       | 2     | 0    | Лібертас Відень |
| Чкміонат Чехословаччини 1935/36 | 1     | 0    | ДФК Прага       |
| Чемпіонат Австрії 1935/36       | 6     | 0    | Відень          |
| Чемпіонат Австрії 1936/37       | 13    | 1    | Фаворітнер      |
| Чемпіонат Чехословаччини        | 1     | 0    | –               |
| Чемпіонат Австрії               | 54    | 2    | –               |